# アルティリエーレ (フリゲート)
アルティリエーレ（イタリア語: Artigliere, F 582）は、イタリア海軍のルポ級フリゲート5番艦または改ルポ級、アルティリエーレ級（Artigliere）もしくはソルダティ級フリゲート（Soldati）に分類される場合は1番艦となる。艦名は砲兵を意味するイタリア語に由来する。

## 艦歴
「アルティリエーレ」は、リウーニティ造船アンコーナ造船所で建造され1982年3月31日に起工、1983年7月27日に進水し「ヒッテイン（Hittin、F-14）」と命名されるも、代金未払いのためイラク海軍への引渡しは見送られる。
その後湾岸戦争を経て国際連合の制裁措置もあり、引き受け先が宙に浮いたままであったが、1993年にイタリア海軍が購入する事となり、「アルティリエーレ」と命名され1994年10月29日に就役する。
主な艦歴は、1995年から2000年にかけてはアドリア海において哨戒活動に従事し、この合間の1997年9月から1998年1月にかけては東南アジアにて活動している。2002年から2005年にかけて常設地中海海軍部隊（STANAVFORMED、現在の第2常設NATO海洋グループ、SNMG2）に属しアクティブ・エンデバー作戦に参加し東地中海で作戦に従事する。2005年5月には常設大西洋海軍部隊（STANAVFORLANT、現在の'第1常設NATO海洋グループ、SNMG1）に転属し、南部対機雷部隊（MCMFORSOUTH、現在の第2常設NATO対機雷グループ、SNMCMG2）を9月から10月にかけて訓練の支援をする。2006年にカナーレ06演習（CANALE 06）に参加しシチリア海峡からマルタ島までの範囲で行動する。